# Wilhelm Poźniak
Wilhelm Tytus de Krzywkowicz Poźniak herbu Przestrzał (ur. ok. 1811, zm. 21 sierpnia 1874 w Nadolanach) – powstaniec listopadowy, właściciel dóbr ziemskich.

## Życiorys
Wilhelm Tytus de Krzywkowicz Poźniak urodził się około 1811. Jako oficer brał udział w powstaniu listopadowym, wyruszając do walk z rodzinnego Nowotańca.
W XIX wieku do końca życia był właścicielem dóbr ziemskich Nowotaniec (ok. 1848 samodzielnie, około 1849 razem z Tomaszem Wiktorem, ok. 1850-1856 samodzielnie, ok. 1857-1860 razem z Jakubem Wiktorem), Nadolany z Wygnanką (od ok. 1856, Nagórzany (od ok. 1857). Jako właściciel ziemski był uprawniony do wyboru posła na Sejm Krajowy Galicji.
Pełnił funkcję szacownika dóbr w powiecie sanockim w obwodzie sądu przemyskiego (w tej funkcji był wymieniany w zestawieniach rocznych już po swojej śmierci). W Bukowsku był ekspedientem pocztowym (ok. 1868/1869), a potem poczmistrzem około 1872-1874. Od około 1870 do około 1874 był członkiem C. K. Powiatowej Komisji Szacunkowej w Sanoku.
Mając 30 lat w 1841 poślubił w Nowotańcu Dorotę Mariannę baronównę Brunicką (ur. ok. 1815, zm. 1891 w Nowotańcu w wieku 76 lat). Mieli synów Adolfa (1848-1913, przejął rodzinne dobra ziemskie), Kazimierza Walentego (zm. w 1877 w wieku 19 lat), córkę Jadwigę (zamężna z Romanem Zdankiewiczem).
Zamieszkiwał w Nadolanach w domu pod numerem 1. Zmarł 21 sierpnia 1874 w Nadolanach w wieku 62 lat.